# علم تركستان الشرقية
علم تركستان الشرقية (بالأويغورية: شەرقىي تۈركىستان بايرىقى)‏، كان العلم الوطني لجمهورية تركستان الشرقية الأولى هلالًا ونجمة زرقاوتين على خلفية بيضاء مكتوب عليها الشهاداتان حتى 12 نوفمبر 1933، وبعد سقوط الجمهورية الأولى، جاء خوجا نياز إلى كاشغر، وأسس جمهورية تركستان الشرقية الثانية في 12 يناير 1934. وهي تستخدم العلم الجديد وهو نفس علم حركة الاستقلال في تركستان الشرقية حاليًا.
يُشبه العلم الجديد العلم التركي، حيث يحتوي على هلال ونجمة بيضاويتين على خلفية زرقاء.

## الألوان
في النموذج اللوني RGB: يتكون اللون الأزرق في علم تركستان الشرقية من 101/183/255؛ وفي النموذج الست عشري رمزه "#65B7FF"، وفي النموذج اللوني CMYK يتكون من 58٪ سماوي، و19٪ أرجواني، و0٪ أصفر، و0٪ أسود.

## الأبعاد

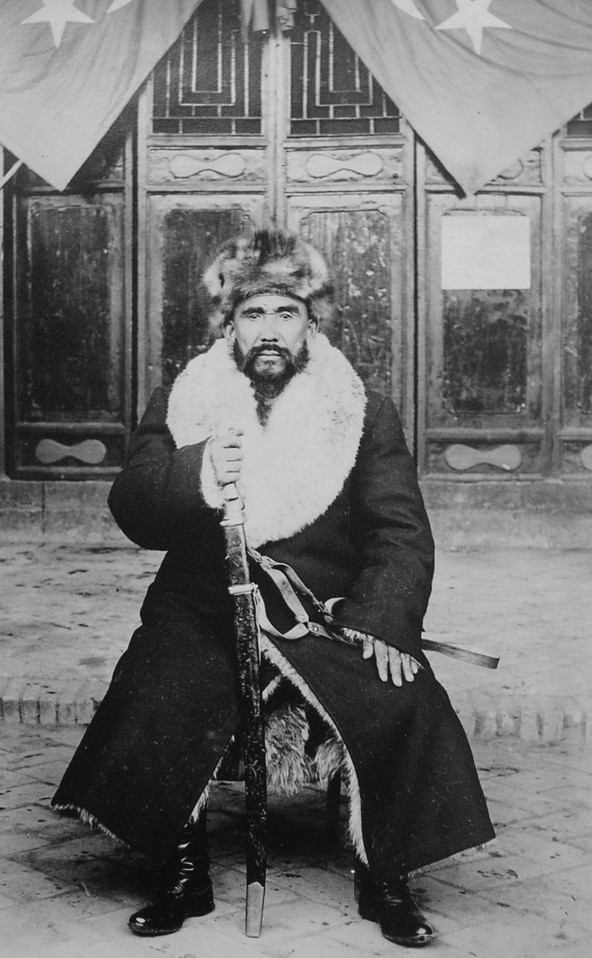
رئيس جمهورية تركستان الشرقية الأولى خوجة نياز، أمام العلم في يناير 1934

بناء علم تركستان الشرقية.

| الحرف | القياس                                                 | الطول  |
| ----- | ------------------------------------------------------ | ------ |
| G     | عرض العلم                                              |        |
| A     | المسافة بين مركز الهلال الخارجي والتماس الرقعة البيضاء | 1⁄2 G  |
| B     | قطر الدائرة الخارجية للهلال                            | 1⁄2 G  |
| C     | المسافة بين مراكز الدوائر الداخلية والخارجية للهلال    | 1⁄16 G |
| D     | قطر الدائرة الداخلية للهلال                            | 2⁄5 G  |
| E     | المسافة بين الدائرة الداخلية للهلال والدائرة حول النجم | 1⁄3 G  |
| F     | قطر الدائرة حول النجم                                  | 1⁄4 G  |
| L     | الطول                                                  | 1⁄2 G  |
| M     | عرض الرقعة البيضاء                                     | 1⁄30 G |

## معرض صور

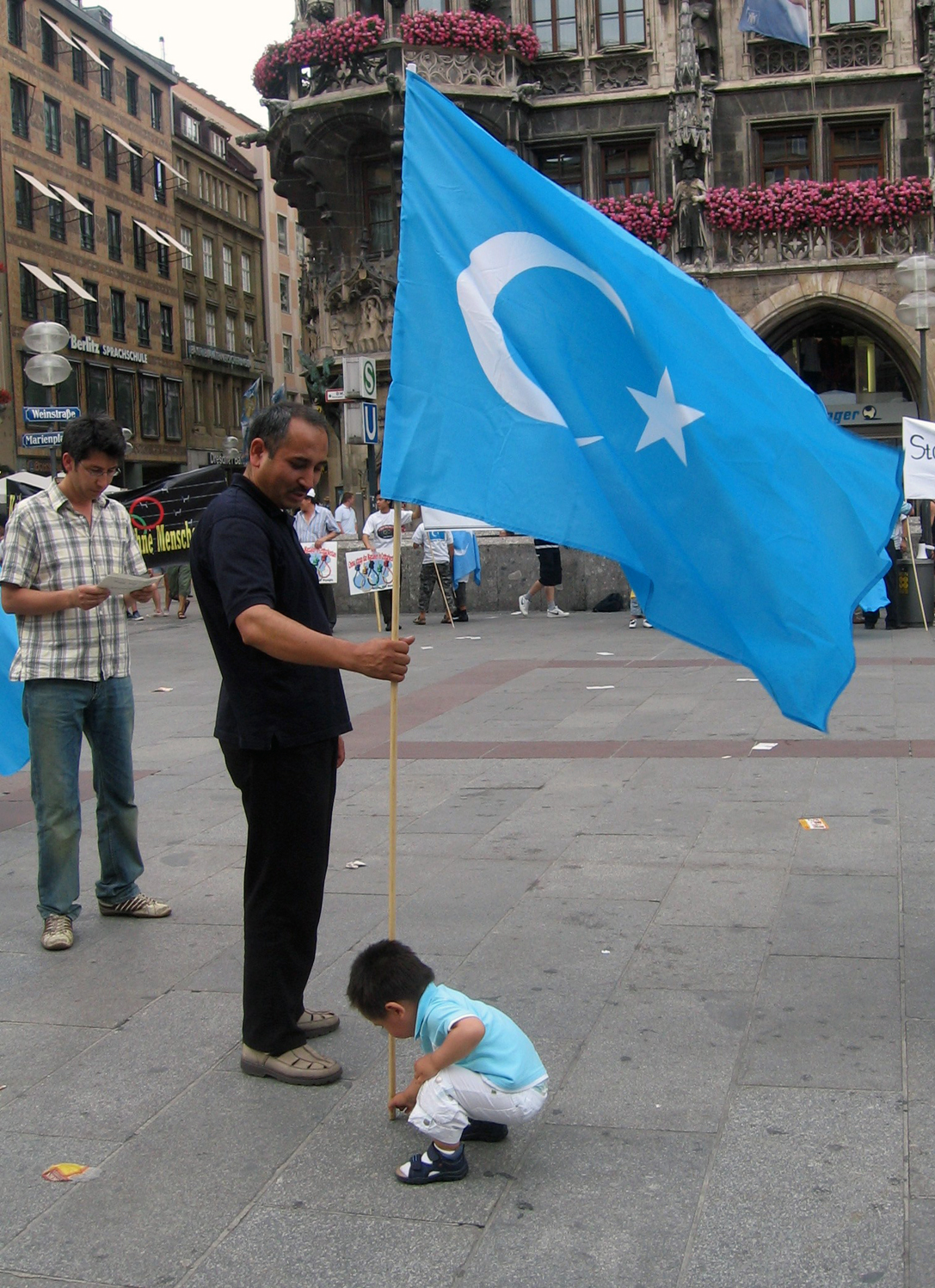
رجل أويغوري مع العلم
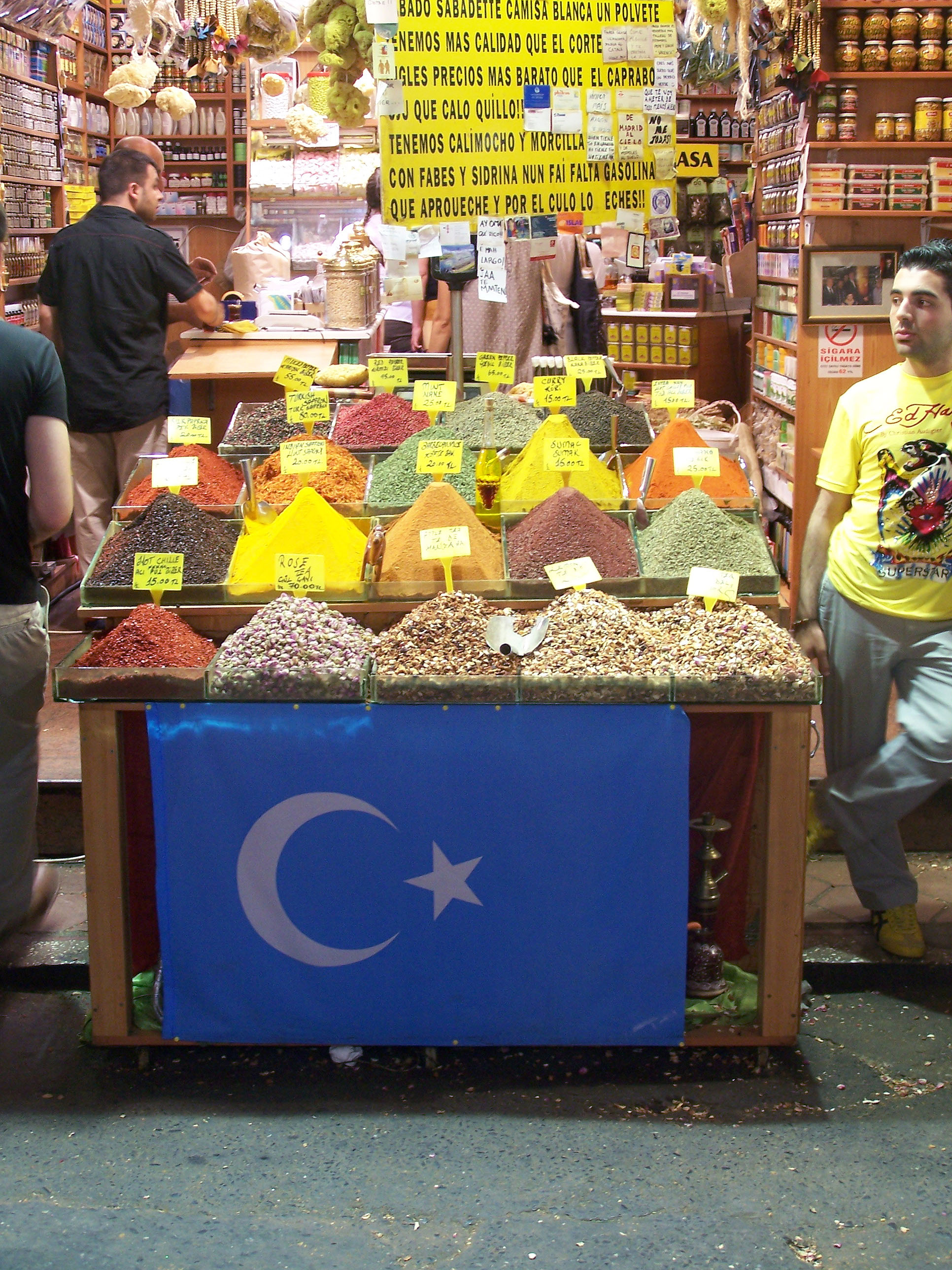
علم تركستان الشرقية في أحد المتاجر
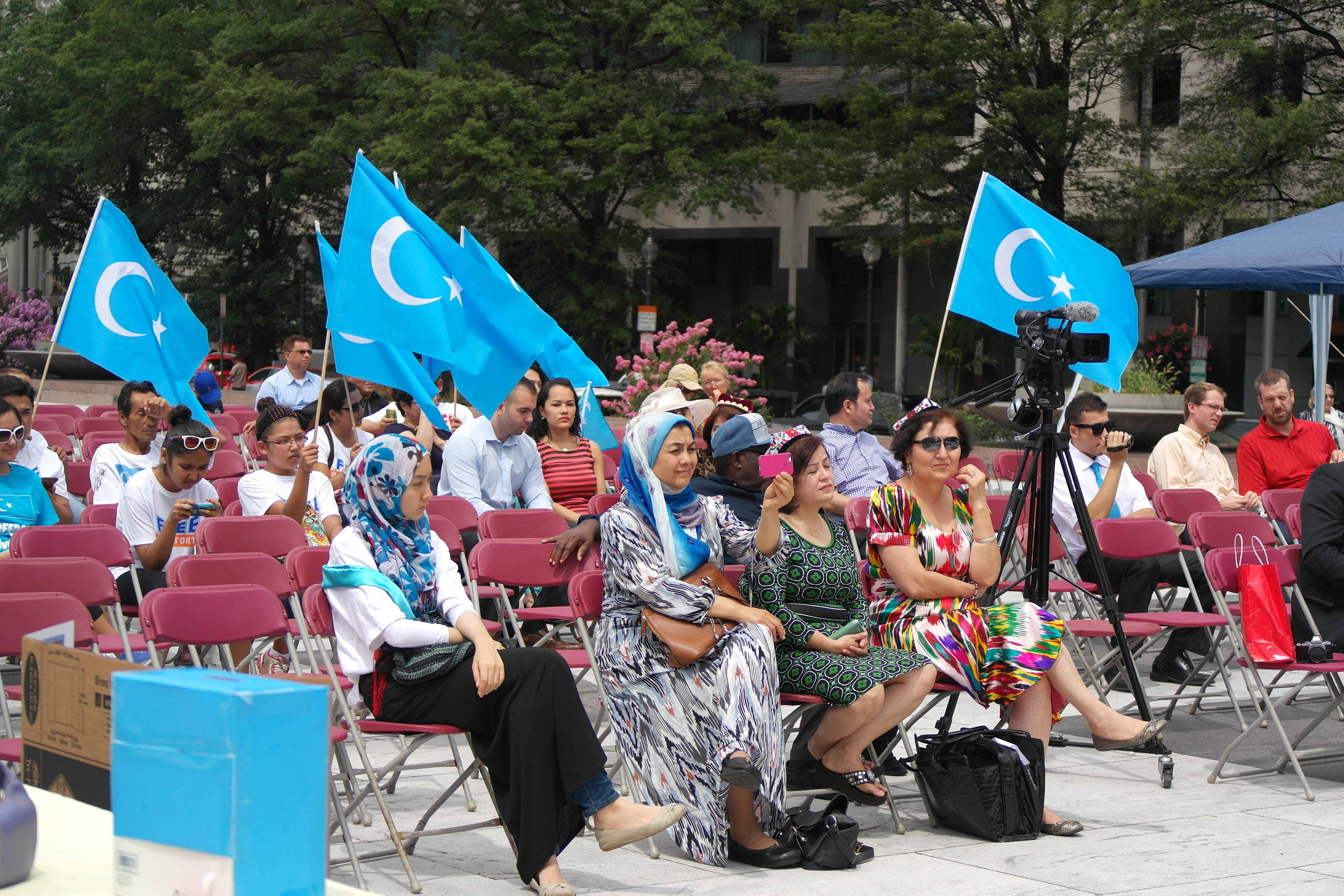
أويغور يحملون العلم التركستاني في أحد المحافل
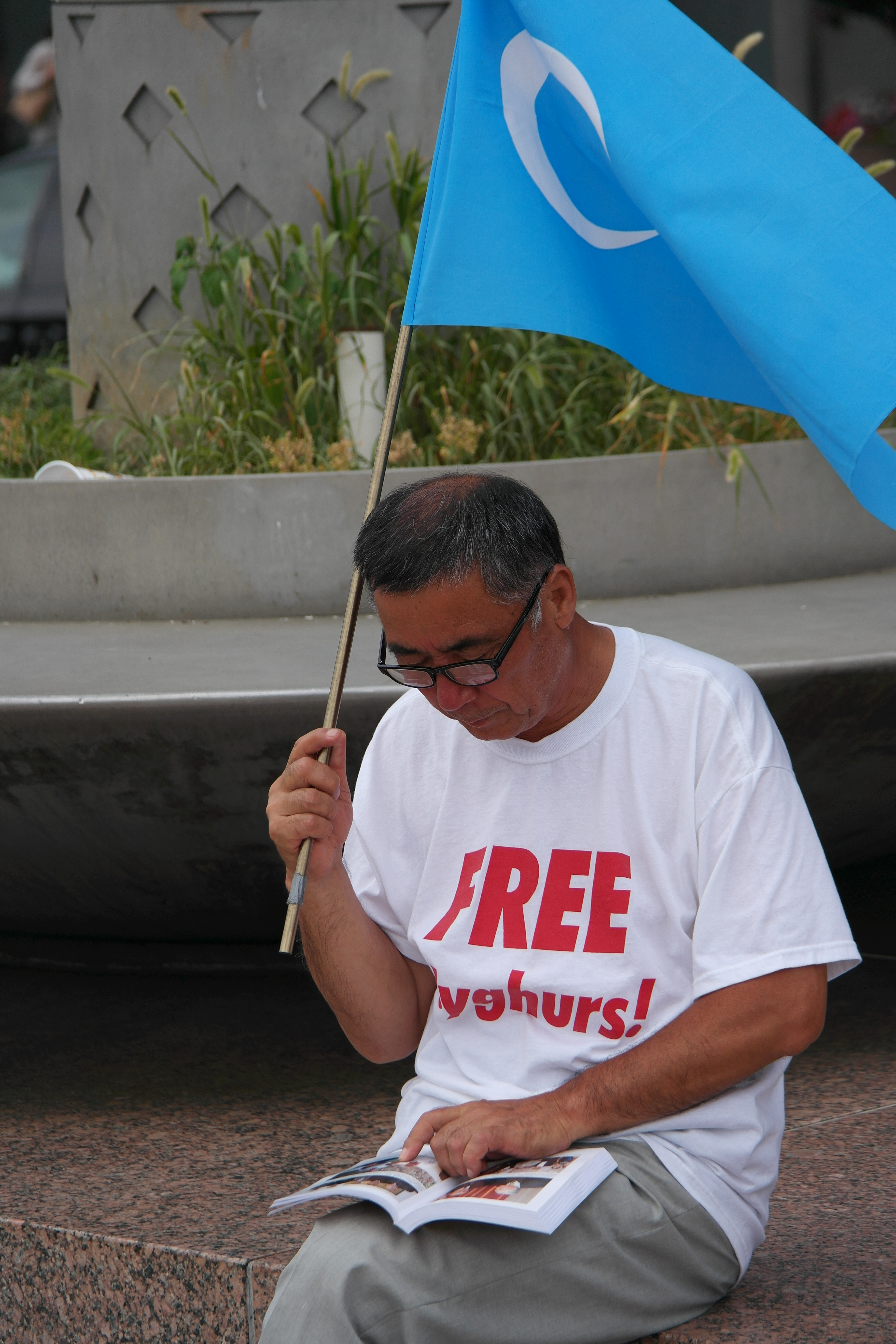
رجل أويغوري مع العلم